# Pfarrkirche Lingenau

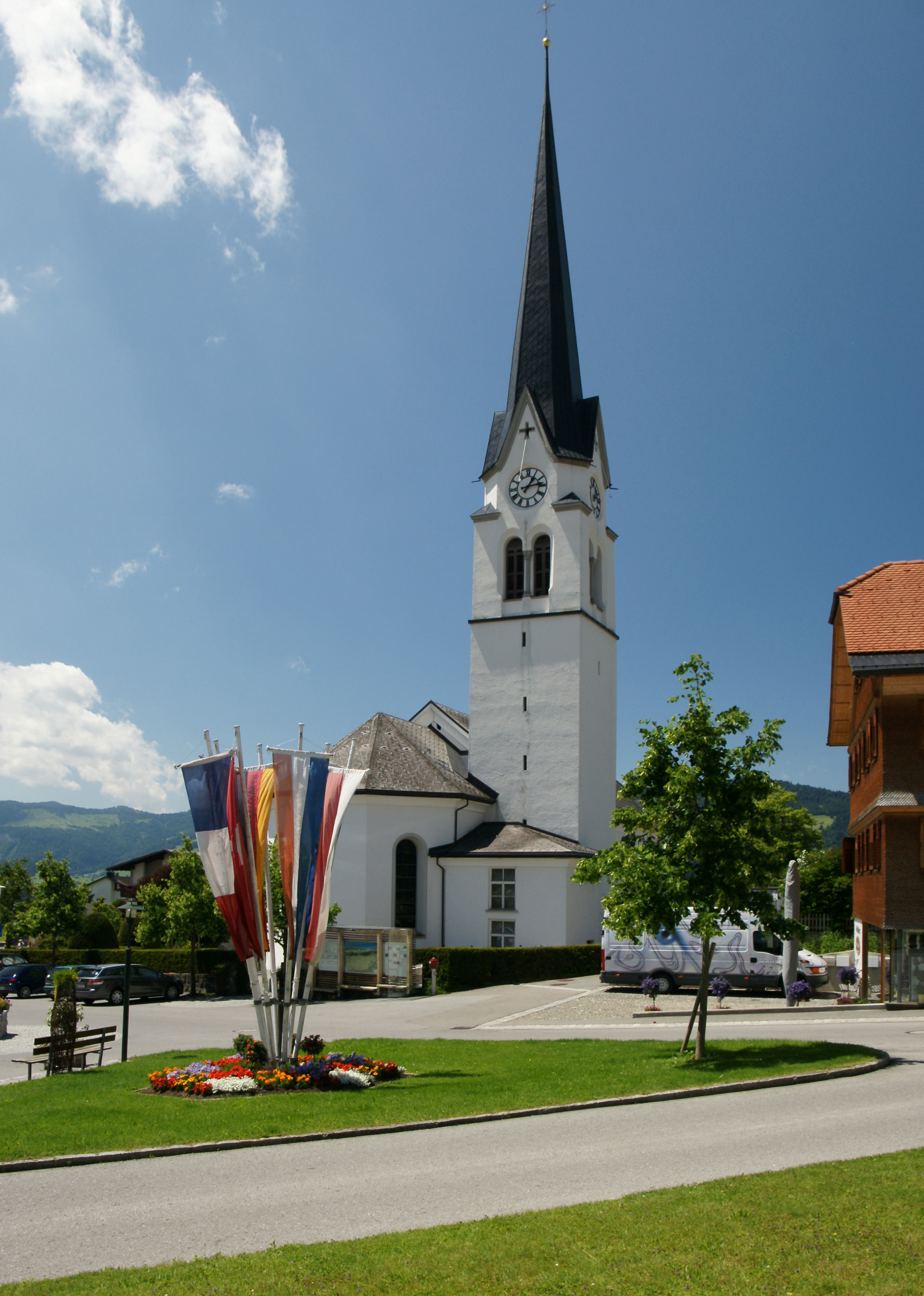
Katholische Pfarrkirche Hl. Johannes der Täufer in Lingenau

Die römisch-katholische Pfarrkirche Lingenau steht in der Bregenzerwälder Gemeinde Lingenau im Bezirk Bregenz in Vorarlberg. Sie ist dem heiligen Johannes der Täufer geweiht und gehört zum Dekanat Vorderwald-Kleinwalsertal in der Diözese Feldkirch. Das Bauwerk steht unter Denkmalschutz.

## Geschichte

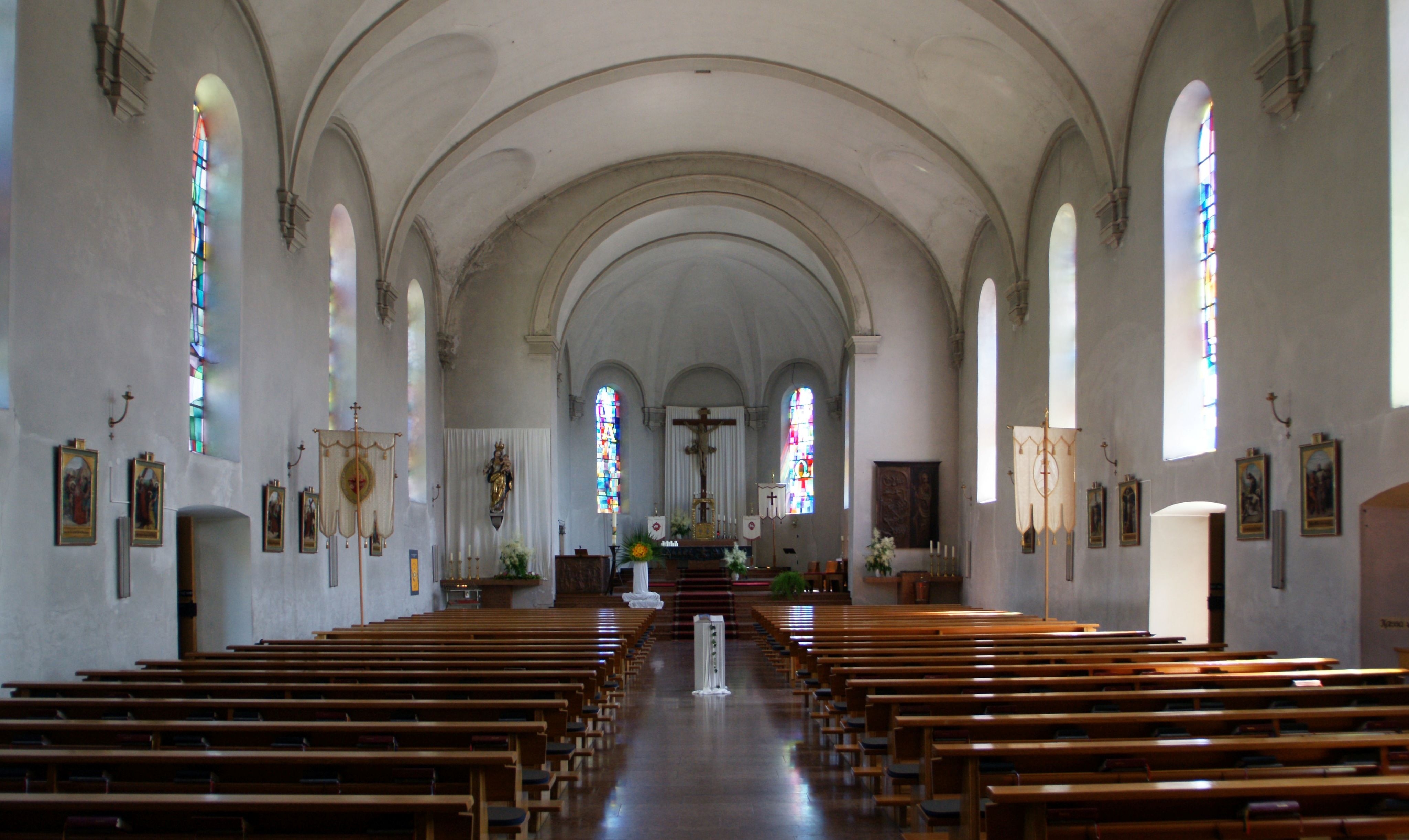
Inneres vor der Umgestaltung 2010

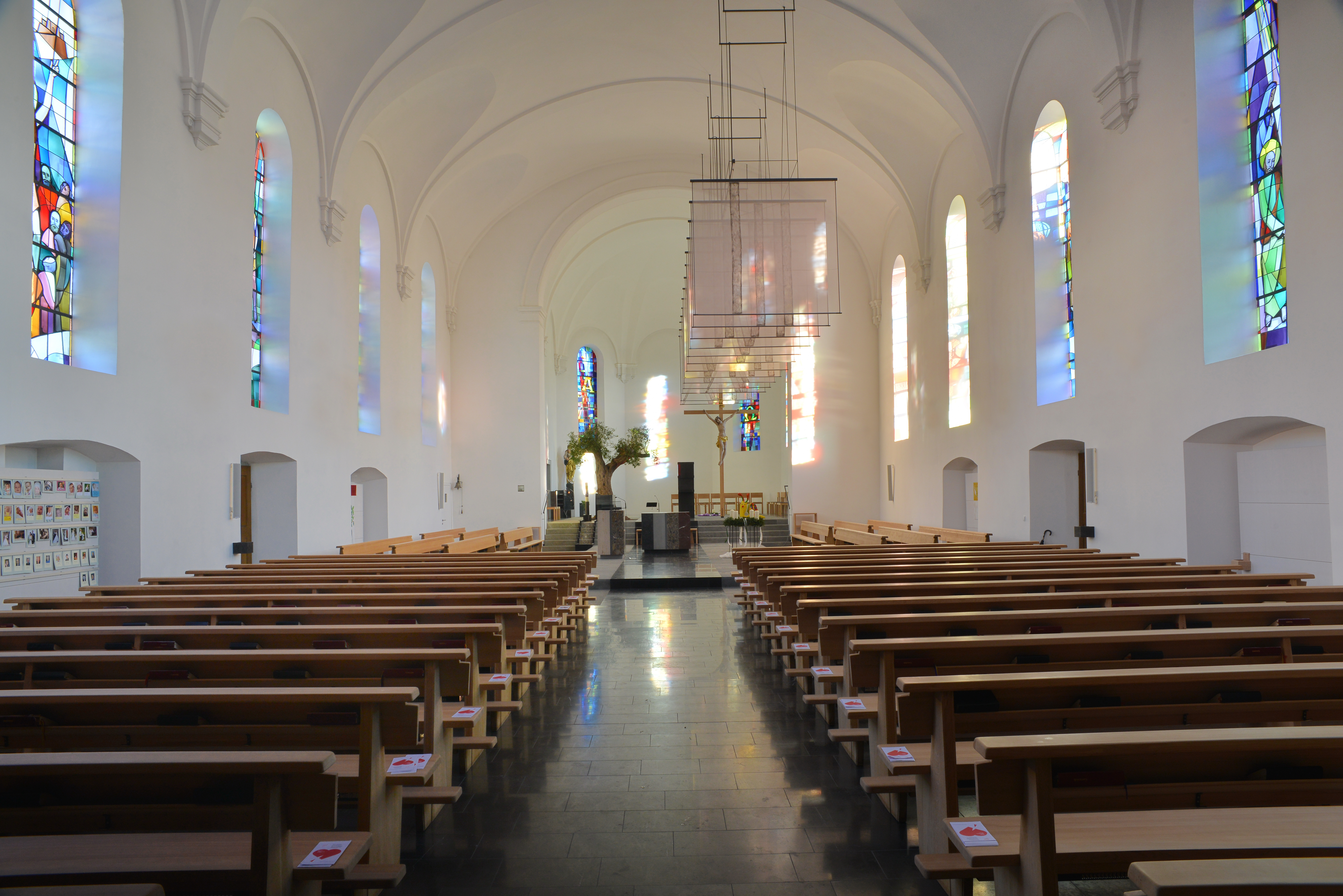
Nach der Umgestaltung

Die Kirche wurde 1249 erstmals genannt und bis 1635 von Konventualen der Abtei Mehrerau besetzt. 1465 bis 1486 wurde eine mittelalterliche Kirche errichtet. 1866 wurde diese Kirche durch einen Brand zerstört. 1868 bis 1871 erfolgte der vollständige Neubau im neoromanischen Stil.
1963 wurde der Innenraum nach Plänen von Norbert Ender um eine Fensterachse verlängert und zwei übereinander liegende Emporen aus Beton eingebaut. Das historistische Inventar wurde zur Gänze entfernt und der Innenraum neu gestaltet, u. a. mit Glasfenstern von Konrad Honold.
2010 wurde die Kirche mit den Architektinnen Ernst Beneder und Anja Fischer aus Wien im Innern erneut und so umfassend umgestaltet, dass von einer „neuen Kirche“ die Rede ist.
Die Orgel von Anton Behmann (1883) wurde 1963 durch eine elektronische Orgel ersetzt. 2012 erhielt die Kirche als Abschluss der Umgestaltung zur „neuen Kirche“ einen Orgelneubau der Firma Rieger (Schwarzach).

## Architektur
Die Kirche steht nach Osten ausgerichtet in der Mitte des Ortes in leichter Hanglage. Sie ist von einem Friedhof umgeben. Das Gebäude besteht aus einem einfachen Saalbau, einem eingezogenen Chor mit einem Fünfachtelschluss und einem Nordturm mit einem Spitzgiebelhelm. Das rechteckige Langhaus ist mit einem Platzlgewölbe mit Stichkappen auf Konsolen überwölbt.
Beim Umbau 2010 wurde der Chorraum auf ein einheitliches Niveau, fünf Stufen über dem Niveau des Langhauses, eingerichtet. Damit wurde das Niveau von 1870 wieder hergestellt. Mit einer freien Bestuhlung ist dort die Möglichkeit für kleine Feiern geschaffen. Die alte Sakristei wurde zum Ausspracheraum für die Beichte mit direktem Zugang vom Chor. Ein barrierefreier Sanitärraum und eine neue Sakristei wurden geschaffen.
Der Schwerpunkt des Umbaus war die Verschiebung des Altars zur Mitte des Langhauses hin mit veränderbaren Details, so dass die Messe je nach Bedarf in jede Himmelsrichtung gelesen werden kann. Die bestehenden Kirchenbänke flankieren nun den Altar von drei Seiten.
Die Portale mit kupfergetriebenen Darstellungen von Wilhelm Veit blieben erhalten. Der südliche Treppenaufgang zur Empore wurde entfernt, dem nördlichen Treppenaufgang wurde eine Regalwand vorgestellt. Die zweite Empore wurde entfernt und damit die Höhe für eine dem Langhaus angemessene Orgel geschaffen.

## Ausstattung

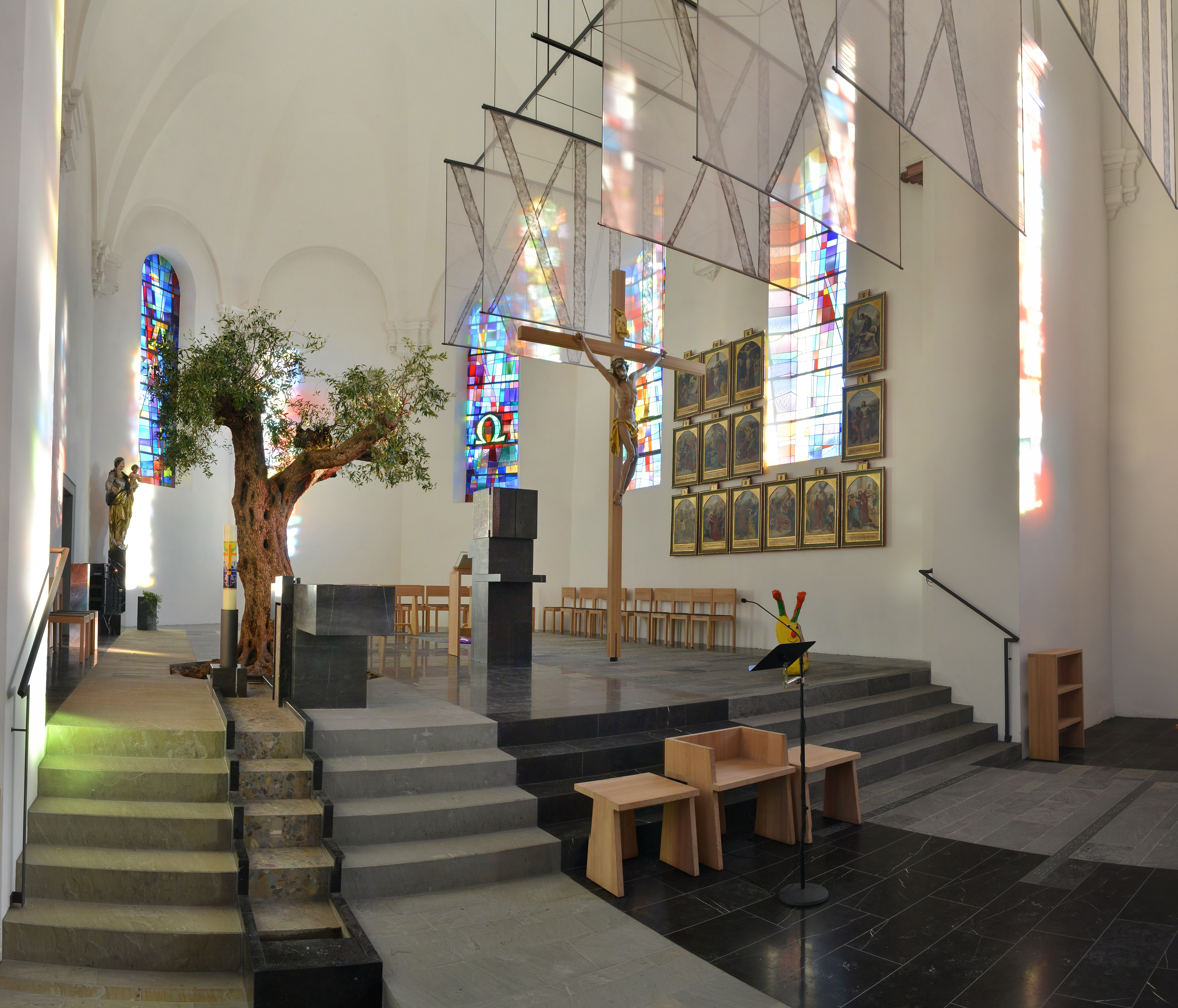
Innenansicht Chorraum

Die liturgischen Orte wurden beim Umbau neu gestaltet. Das Taufbecken wurde ein Brunnen, von dem bei einer Taufe Wasser zu einem echten Ölbaum aus Spanien fließt. Der Ölbaum verweist auf den Weg Jesu durch Jerusalem zum Ölberg. Der quadratische Altarblock besteht aus zwölf regionalen Gesteinsarten, die auf die zwölf Apostel verweisen sollen, der Ambo aus vier Gesteinsarten, ebenfalls aus der Region, als Verweis auf die vier Evangelisten. Der Kreuzweg wird als Weg durch Markierungen im Boden und durch abgehängte Fahnen auch als Tragrahmen für Licht und Medien in den ganzen Langhausraum gezogen und endet bei einem großen freistehenden Kreuz im Chorraum. Zusätzlich sind die historischen 14 Kreuzwegbilder aus dem 19. Jahrhundert konzentriert um eines der Chorfenster gruppiert. Eine Säule mit dem Tabernakel ist ebenfalls im Chorraum aufgestellt, ebenso eine Marienstatue aus dem 18. Jahrhundert. Kreuzwegbilder und Marienstatue waren schon vor der Umgestaltung Teil der Kirchenausstattung.

## Orgel
Die Orgel wurde 2012 von der Orgelbaufirma Rieger Orgelbau (Schwarzach) erbaut. Sie besteht aus zwei sehr unterschiedlich aussehenden Teilen zu beiden Seiten der Rosette auf der Empore über dem Eingangsbereich, ein dunkles Gehäuse auf der einen und ein glänzender Pfeifenprospekt auf der andern Seite. Das Schleifladen-Instrument hat 28 Register auf zwei Manualwerken und Pedal. Die Spieltraktur ist mechanisch, die Registertraktur ist elektrisch.
| I Hauptwerk C–a3 |             |       |
| 1.               | Bourdon     | 16′   |
| 2.               | Principal   | 8′    |
| 3.               | Flöte       | 8′    |
| 4.               | Gedackt     | 8′    |
| 5.               | Octave      | 4′    |
| 6.               | Blockflöte  | 4′    |
| 7.               | Quinte      | 2 ⁄3′ |
| 8.               | Superoctave | 2′    |
| 9.               | Mixtur IV   | 1 ⁄3′ |
| 10.              | Trompete    | 8′    |

| II Schwellwerk C–a3 |                  |        |
| 11.                 | Principal        | 8′     |
| 12.                 | Gambe            | 8′     |
| 13.                 | Bourdon          | 8′     |
| 14.                 | Bourdon céleste  | 8′     |
| 15.                 | Principal        | 4′     |
| 16.                 | Traversflöte     | 4′     |
| 17.                 | Nasard           | 2 ⁄3′  |
| 18.                 | Waldflöte        | 2′     |
| 19.                 | Terz             | 1 3⁄5′ |
| 20.                 | Progression II-V | 2′     |
| 21.                 | Bassklarinette   | 16′    |
| 22.                 | Oboe             | 8′     |
|                     | Tremulant        |        |

| Pedalwerk C–f1 |             |     |
| 23.            | Subbass     | 16′ |
| 24.            | Violonbass  | 16′ |
| 25.            | Octavbass   | 8′  |
| 26.            | Gedecktbass | 8′  |
| 27.            | Choralflöte | 4′  |
| 28.            | Posaune     | 16′ |

- Koppeln: II/I, I/P, II/P

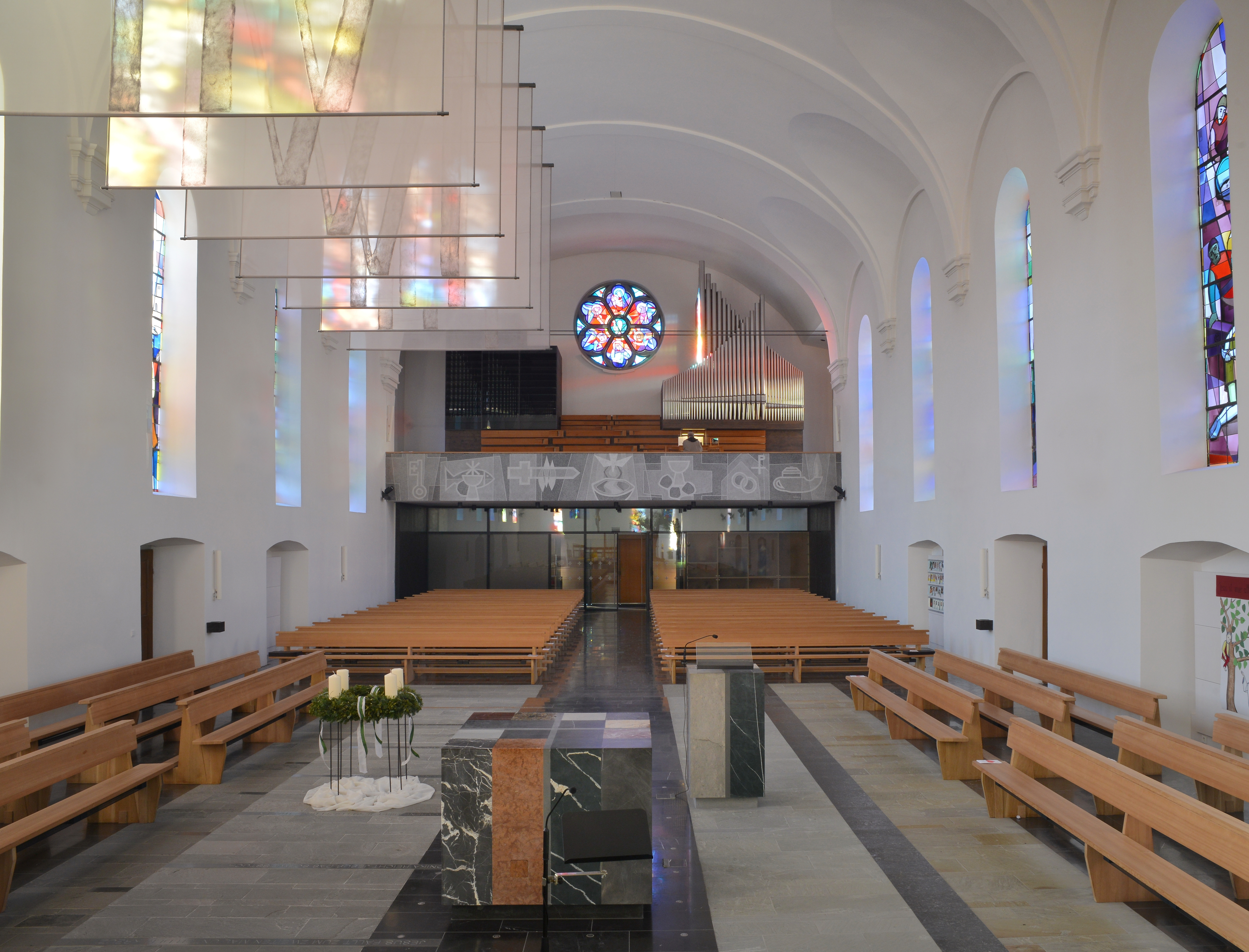
Blick auf die Empore mit Orgel

- Spielhilfen: Sequenzer, Setzeranlage

## Glocken
Im Kirchturm hängt ein fünfstimmiges Glockengeläut aus Bronze. Vier Glocken wurden 1949 in der Glockengießerei Oberascher in Salzburg gegossen, die kleinste stammt noch von einem Vorgängergeläut der Glockengießerei Grassmayr (Innsbruck) aus dem Jahr 1928. Die Glocken sind gestimmt auf die Schlagtöne b° – des′ – f′ – as′ – b′.